# En fluga i soppan
En fluga i soppan (originaltitel: L'Aile ou La cuisse) är en fransk komedifilm av Claude Zidi med Louis de Funès i huvudrollen. Filmen utkom 1976 och har striden mellan livsmedelsindustrin och den franska gourmetkulturen som tema.

## Handling
Charles Duchemin besöker franska restauranger och bedömer deras kvalitet i sina publikationer. Hans dom kan leda till glans och rikedom eller till ekonomisk ruin för restaurangens ägare. Därför arbetar han ofta i kamouflage.
Duchemins största motståndare är industrimagnaten Jacques Tricatel. Tricatel producerar syntetiska livsmedel i sina fabriker och säljer dem på rastplatser vid motorvägen eller i snabbmatrestauranger.
Duchemin vill införa sin son Gérard i kritikeryrket och de resar en tid tillsammans. Gérard har däremot andra planer. Han vill hellre bli clown i en cirkus som i hemlighet följer Duchemin på resorna. När far och son besöker en krog på landet upptäcks de av Tricatels kumpaner och deras identitet avslöjas för krogens ägare. Även Gérards sysselsättning som cirkusclown blir offentlig vilket chockerar fadern. Krogens ägare hade tidigare fått en negativ bedömning av Duchemin och missad större ekonomiska inkomster. Han hotar Duchemin med vapenvåld och tvingar honom att äta gammal och konstgjord mat. Duchemin äcklas så mycket att han tappar smaksinnet.
Redan tidigare var ett möte mellan Duchemin och Tricatel i en TV-show arrangerat. Då Duchemin saknar smaken är han tvungen att bli vän med sin son igen. Tillsammans bryter de in i en av Tricatels fabriker för att bevisa snabbmatens syntetiska ursprung. De undviker ett mordförsök av finansmannens kompanjoner.
I TV-showen presenterar Charles sin son Gérard som sin efterföljare. Gérard klarar även ett smaktest som krävdes av Tricatel. Samtidig bevisar de fejkmatens existens och mordförsöket.
För tillfället tyder allt på att det franska köket är räddat.

## Rollista (i urval)
- Louis de Funès: Charles Duchemin
- Coluche: Gérard Duchemin
- Julien Guiomar: Jacques Tricatel
- Claude Gensac: Marguerite #1
- Ann Zacharias: Marguerite #2
- Raymond Bussières: Chauffören
- Daniel Langlet: Lambert
- Martin Lamotte: Roland
- Philippe Bouvard: som sej själv